# Luca Ștefănoiu
Luca Ștefănoiu (n. 16 octombrie 1949) este un deputat român în legislatura 1996-2000, ales în județul Maramureș pe listele partidului PRM. Luca Ștefănoiu a fost ales deputat pe listele PRM și în legislatura 2000-2004 iar din iunie 2001 a devenit membru PSD. În legislatura 1996-2000, Luca Ștefănoiu a fost membru în grupurile parlamentare de prietenie cu Regatul Unit al Marii Britanii și Irlandei de Nord și Republica Austria.  

## Legături externe
- Luca Ștefănoiu Arhivat în 2 martie 2024, la Wayback Machine. la cdep.ro